# Родопи (округ)
Префектура Родопи је округ у периферији Источна Македонија и Тракија и историјској покрајини Тракији, у североисточној Грчкој. Управно средиште округа је град Комотини, а други по значају је град Сапес.
Округ Родопи је успостављен 2011. године на месту некадашње префектуре, која је имала исти назив, обухват и границе.

## Природне одлике
Округ Родопи налази се на североистоку Грчке и и својом северном границом је погранична према Бугарској. На југу се округ пружа дуж северне обале Егејског мора. На западу се оокруг Родопи граничи са округом Ксанти, а на истоку са округом Еврос.
Подручје Родопског округа има средиште у приобалној равиници на северној обали Егејског мора. Равница је у приморском делу мочварна. Половина округа на северу и истоку је планинска и ту се налазе планине из система Родопа: на северу планина Кула, а на истоку Сапка.
Клима је средоземна дуж обале и на нижим теренима, док је у унутрашњости и на планинама клима оштрија.

## Историја
Током старогрчког времена ова област била је на крајњем северу цивилизацијског подручја и тиме заостала. Током римског времена ово подручје је знатно напредовало, пре свега захваљујући добром положају на путу Игњација.
Крајем 14. века подручје Родопа су заузеле Османлије, које остају овде следећих 5 векова. Подручје током целог раздобља било изложено исламизацији и сталном насељавању муслиманског становништва. Током 20. века у овом подручју десиле су се знатне промене. 1912. г. Првим балканским ратом дотад турско подручје постало део Тракије под влашћу Бугарске, да би после Првог светског рата било припојено Грчкој. После тога, услед Грчко-турског рата 1922-23. г., дошло је до делом до исељавања муслимана (Турака и Бугара-Помака) и досељавања Грка из Мале Азије. Међутим, за разлику од осталих крајем Грчке, муслиманска заједница је овде опстала до данашњег времена.

## Становништво
По последњим проценама из 2005. године округ Родопи је имао преко 110.000 становника, од чега више око 40% живи у седишту округа, граду Комотинију.
Етнички састав: Становништво округа су Грци (1/2) и муслиманска мањина у Грчкој (1/2), једина званично призната мањина у држави. Њу махом чине Турци (50%), али Бугари-Помаци (35%) и Роми (15%). Значајна део Грка води порекло од избеглица из Мале Азије.
Густина насељености је око 45 ст./км2, што је значајно мање од просека Грчке (око 80 ст./км2). Равничарски део око града Комотинија је много боље насељен него планинска област на северу и истоку.

## Управна подела и насеља
Округ Родопи се дели на 4 општине:
1. Аријана
2. Ијазмос
3. Комотини
4. Маронеја-Сапес

Комотини је седиште округа и једино веће насеље (> 10.000 ст.) у округу.

## Привреда
Округ Родопи спада у слабије развијене округе Грчке. Главне привредне гране су пољопривреда, шумарство и лака индустрија.